# مقياس جوردان
‘‘‘مقياس جوردان‘‘‘ - هو أحد الطرق لتحيد الأبعاد مثل (الطول,العرض,المساحة) , في الفضاء .

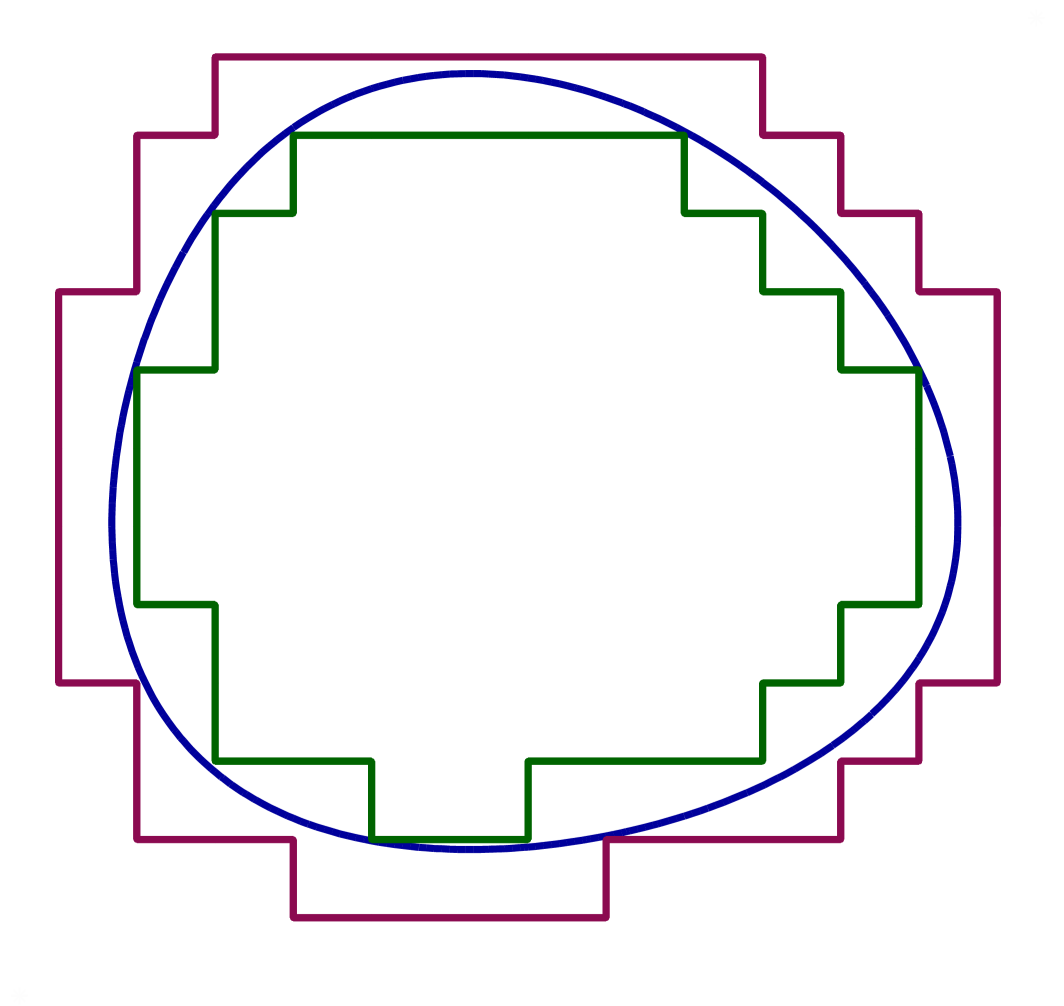